# بيس ستريتر ألدريش
بيس ستريتر ألدريش (بالإنجليزية: Bess Streeter Aldrich)‏ (17 فبراير 1881، سيدار فولز في الولايات المتحدة - 3 أغسطس 1954، لنكن في الولايات المتحدة)؛ كاتِبة وروائية أمريكية.

## روابط خارجية
- بيس ستريتر ألدريش على موقع IMDb (الإنجليزية)
- بيس ستريتر ألدريش على موقع الموسوعة البريطانية (الإنجليزية)